# Рольф Манке
Рольф Манке (нім. Rolf Manke; 21 грудня 1915, Берлін — 1 березня 1944, Атлантичний океан) — німецький офіцер-підводник, капітан-лейтенант крігсмаріне. Кавалер Німецького хреста в золоті.

## Біографія
5 квітня 1935 року вступив на флот. У вересні 1939 року відряджений в авіацію. З серпня 1941 по січень 1942 року пройшов курс підводника. З січня 1942 року — 1-й вахтовий офіцер на підводному човні U-576. В червні-липні пройшов курс командира човна. З 15 серпня 1942 року — командир U-358, на якому здійснив 5 походів (разом 246 днів у морі). 1 березня 1944 року U-358 був потоплений в Північній Атлантиці північніше Азорських островів (45°46′ пн. ш. 23°16′ зх. д.) глибинними бомбами британських фрегатів «Гоулд», «Аффлек», «Гор» та «Гарліз». 1 членів екіпажу був врятований, 50 (включаючи Манке) загинули.
Всього за час бойових дій потопив 5 кораблів загальною водотоннажністю 18 945 тонн.
| Дата           | Назва корабля    | Тип               | Тоннаж | Вантаж                                                       | Екіпаж | Загинули | Країна             | Конвой |
| -------------- | ---------------- | ----------------- | ------ | ------------------------------------------------------------ | ------ | -------- | ------------------ | ------ |
| 22 січня 1943  | Neva             | Торговий пароплав | 1,456  | Вугілля                                                      | 21     | 19       | Швеція             | UR-59  |
| 26 січня 1943  | Nortind          | Тепловий танкер   | 8,221  | 11 000 тонн нафти                                            | 43     | 43       | Норвегія           | HX-223 |
| 5 травня 1943  | Bristol City     | Торговий пароплав | 2,864  | 2500 тонн генеральних вантажів, у тому числі фарфорова глина | 44     | 15       | Британська імперія | ONS-5  |
| 5 травня 1943  | Wentworth        | Торговий пароплав | 5,212  | Баласт                                                       | 47     | 5        | Британська імперія | ONS-5  |
| 1 березня 1944 | HMS Gould (K476) | Фрегат            | 1,192  |                                                              | 158    | 124      | Британська імперія |        |

## Звання
- Кандидат в офіцери (5 квітня 1935)
- Морський кадет (25 вересня 1935)
- Фенріх-цур-зее (1 липня 1936)
- Оберфенріх-цур-зее (1 січня 1938)
- Лейтенант-цур-зее (1 квітня 1938)
- Оберлейтенант-цур-зее (1 жовтня 1939)
- Капітан-лейтенант (1 січня 1943)

## Нагороди
- Медаль «За вислугу років у Вермахті» 4-го класу (4 роки)
- Залізний хрест 2-го і 1-го класу
- Авіаційна планка розвідника
- Нагрудний знак підводника
- Німецький хрест в золоті (14 лютого 1944)